# MAN CLA
MAN CLA — великотоннажний вантажний автомобіль, що випускається компанією MAN з 2007 року. Заснований на оригінальній серії MAN L2000 (LE2000/LE). Більшість CLA експлуатуються в інших країнах в якості експортних.

## Особливість
Ексклюзивним варіантом автомобіля є шестициліндровий дизельний двигун з турбонаддувом об'ємом 6871 см³. Мав кодову назву D0836, його номінальна потужність становила 220 к. с., 230 к. с., 280 к. с. або 300 к. с. Коробки передач — механічна, 6 — або 9-ступінчасті.